# Wereldbeker schaatsen 2008/2009 - Wereldbeker 5 - 2e 1000 meter vrouwen
De zesde van 10 wedstrijden voor de wereldbeker schaatsen 1000 meter werd gehouden op 14 december 2008 in Nagano.

## Uitslag A-divisie
| rang   | schaatser           | tijd    | punten |
| ------ | ------------------- | ------- | ------ |
| Goud   | Christine Nesbitt   | 1.16,38 | 100    |
| Zilver | Yu Jing             | 1.17,37 | 80     |
| Brons  | Jin Peiyu           | 1.17,60 | 70     |
| 4      | Jennifer Rodriguez  | 1.17,62 | 60     |
| 5      | Kristina Groves     | 1.17,67 | 50     |
| 6      | Shannon Rempel      | 1.17,68 | 45     |
| 7      | Monique Angermüller | 1.17,89 | 40     |
| 8      | Sayuri Yoshii       | 1.18,02 | 36     |
| 9      | Margot Boer         | 1.18,08 | 32     |
| 10     | Lee Sang-hwa        | 1.18,29 | 28     |
| 11     | Shihomi Shinya      | 1.18,42 | 24     |
| 12     | Tomomi Okazaki      | 1.18,46 | 21     |
| 13     | Ren Hui             | 1.18,65 | 18     |
| 14     | Nao Kodaira         | 1.19,15 | 16     |
| 15     | Marianne Timmer     | 1.19,23 | 14     |
| 16     | Bo-Ra Lee           | 1.19,43 | 12     |
| 17     | Heike Hartmann      | 1.19,84 | 10     |
| 18     | Elli Ochowicz       | DNS     | 8      |

## Loting
| rit | binnenbaan          | buitenbaan         |
| --- | ------------------- | ------------------ |
| 1   | Nao Kodaira         | Heike Hartmann     |
| 2   | Tomomi Okazaki      | Marianne Timmer    |
| 3   | Bo-Ra Lee           | Margot Boer        |
| 4   | Elli Ochowicz       | Ren Hui            |
| 5   | Shihomi Shinya      | Jin Peiyu          |
| 6   | Lee Sang-hwa        | Sayuri Yoshii      |
| 7   | Monique Angermüller | Kristina Groves    |
| 8   | Yu Jing             | Christine Nesbitt  |
| 9   | Shannon Rempel      | Jennifer Rodriguez |

## Top 10 B-divisie
| rang | schaatser              | tijd    | punten |
| ---- | ---------------------- | ------- | ------ |
| 1    | Jenny Wolf             | 1.17,57 | 25     |
| 2    | Heather Richardson     | 1.19,13 | 19     |
| 3    | Jekaterina Sjichova    | 1.19,21 | 15     |
| 4    | Sanne Delfgou          | 1.19,48 | 11     |
| 5    | Anzjelika Kotjoega     | 1.19,75 | 8      |
| 6    | Rebekah Bradford       | 1.20,43 | 6      |
| 7    | Kerry Dankers          | 1.20,44 | 4      |
| 8    | Justine l'Heureux      | 1.20,63 | 2      |
| 9    | Gabriele Hirschbichler | 1.20,87 | 1      |
| 10   | Anna Badayeva          | 1.22,43 | 0      |